# كتة شمشير سفلي
كتة شمشير سفلي (بالفارسية: کته شمشیر سفلی) هي قرية تقع في قسم قلندرآباد الريفي في إيران. يقدر عدد سكانها بـ 2,552 نسمة .